# Хімнасія і Есгріма (Ла-Плата)
«Хімна́сія і Есгрі́ма» (повна назва — ісп. Club de Gimnasia y Esgrima La Plata) — аргентинський футбольний клуб з міста Ла-Плати. Іноді назву скорочують просто до «Хімнасія», а в латинській транскрипції — до абревіатури GELP або CGE. «Хімнасія» — один з найстаріших клубів Аргентини, заснований у 1887 році, але чемпіоном не був жодного разу, за винятком аматорського чемпіонства в 1929 році. Однак в 1990-ті і 2000-ні клуб чотири рази посідав 2-е місце в чемпіонаті і декілька разів брав участь в розіграші Кубка Лібертадорес, зокрема в 2007 році. Головним суперником для «Хімнасії» є «Естудьянтес», чий стадіон розташований за кількасот метрів від арени «Хімнасії» (Класіко Ла-Плати).

## Видатні гравці
- Хорхе Сан Естебан — брав участь у найбільшій кількості (462) матчів за клуб
- Артуро Наон — забив найбільшу кількість голів за клуб (95)

## Інші види спорту
Окрім футбольної команди, спортивний клуб «Хімнасія і Есгріма» має команди з таких видів спорту:
- волейбол (жіноча)
- баскетбол (чоловіча)

Раніше також існували команди з регбі, настільного тенісу, фехтування, греко-римської боротьби, хокею на траві, гімнастики.